# Antwerp Giants in het seizoen 2019/20
Het seizoen 2019/2020 was het 25e jaar in het bestaan van de Antwerpse basketbalclub Antwerp Giants.

## Verloop
De Giants stonden onder leiding van Christophe Beghin. Ze trokken Owen Klassen, Tramaine Isabell, Roby Rogiers, Vincent Kesteloot en Ibrahima Fall Faye aan tijdens de zomer. In september 2019 verliet Tramaine Isabell de club alweer, hij werd vervangen door Luka Rupnik. In december 2019 tekende Stephaun Branch bij de Giants. In maart 2020 werd het seizoen stopgezet door de coronacrisis, Antwerp Giants stond op dat ogenblik derde in de competitie. 
De Antwerp Giants wonnen de beker van België door in de finale Spirou Charleroi te verslaan. Onderweg naar de finale werd er gewonnen van Kontich Wolves, Union Mons-Hainaut en Limburg United. 

### Europees basketbal
Antwerp nam deel aan de tweede kwalificatieronde van de Basketball Champions League waarin ze wonnen van het Zweedse Södertälje Kings. In het reguliere seizoen eindigde de Giants laatste in hun groep B met Hapoel Jeruzalem BC, AEK Athene BC, CB Miraflores, Bandırma Banvitspor, SC Rasta Vechta, KK Włocławek en Élan béarnais Pau-Lacq-Orthez. Hierdoor waren ze uitgeschakeld.

## Selectie
Antwerp Giants ·
Kangoeroes Basket Mechelen ·
Leuven Bears ·
Liège Basket ·
Limburg United ·
Okapi Aalst ·
Oostende ·
Basic-Fit Brussels ·
Union Mons-Hainaut ·
Spirou Charleroi